# Nordanå, Skellefteå
Nordanå är Skellefteås kultur- och rekreationsområde väster om centrum. Här finns Nordanå kulturcentrum som rymmer bland annat Skellefteå museum, och Nordanåteatern som är en scen för bland annat Skellefteå Riksteaterförenings gästföreställningar. Nordanå är även platsen för bland annat Trästockfestivalen. I området finns ett större park- och strövområde. Nordanå ingår tillsammans med bland annat Bonnstan och Lejonströmsbron i riksintresset "Skellefteå sockencentrum" (AC 20 Skellefteå, västra delen) med motiveringen "Skellefteå sockencentrum, kyrkstad och marknadsplats vid den gamla kustlandsvägen, som berättar om platsens betydelse för bygdens kyrkliga, sociala och kommersiella liv sedan medeltiden."

## Historia
År 1724 flyttade kaptensbostället i Böle till Körran (nuvarande Nordanå) och fick då större marker som senare blev exercisplats. Huset ersattes 1764 av ett nytt som kom att kallas Majorsbostället Nyborg, eftersom det uppfördes som bostad åt secondmajoren i Skellefteå kompani. Bostäder för befäl byggdes efter typritningar av fortifikationskaptenen och stadsarkitekten i Stockholm J E Carlberg och överintendent Carl Hårleman. Ju högre grad befälet hade, desto pampigare blev bostaden. Majorsbostället Nyborg beboddes av officerare fram till 1850 och huset står än idag kvar. 
Strax söder om Nyborg fanns det redan på 1830-talet ett värdshus, vilket köptes av grundaren av Skellefteå Ångsåg AB sågverksförvaltaren J T B Sidén, som lät flytta det till Klemensnäs och bygga om det till arbetarbostäder. På platsen lät Sidén 1868 bygga sig ett bostadshus. Detta har under åren haft olika funktioner; bostad, kontor, vandrarhem, kansli med mera. Patron Markstedt, boende i centrala Skellefteå, använde under en period huset som sommarbostad, och försökte 1919 att friköpa marken men fick nöja sig med ett hyreskontrakt. Sedan 1985 är funktionen som värdshus återställd, Nordanågården erbjuder dock inte rum för natten. År 1934 övergick huset i kommunens ägo.
Körran var mellan åren 1835 och 1862 en marknadsplats där köpmän och traktens bönder möttes. Körran hade ett centralt läge vid Bonnstan och kyrkan. Där fanns också ett tjärhov, där tjära kontrollerades innan den sändes vidare.
Nästa steg togs 1882, då Västerbottens norra fornminnesförening bildades. Året därpå kunde de öppna sitt första museum, och 1926 flyttade man till Nordanå, i Nyborg. I tidens anda inköpte föreningen rivningshotade hus för att rädda dem till eftervärlden. Dessa byggdes upp igen på Nordanå, som ett litet Skansen. 
Skellefteå Allmänna Läroverk hade bildats 1861, och flyttade sedermera till det 1916 nybyggda huset på Nordanå som ritades av Stockholmsarkitekterna Hagström & Ekman. Det var Skellefteås första samskola, där flickor och pojkar fick gå tillsammans.
Inför Skellefteås 100-årsjubileum 1945 satsade man stort på Nordanå och anlade fågel- och fiskdammar. Nordanå blev ett omtyckt utflyktsmål och museet växte. År 1961 ritade Paul Hedqvist en ny flygel och en teaterbyggnad på Nordanå.
År 1982 öppnade Skellefteå museum i nya lokaler i läroverksbyggnaden, vilken invigdes 1916.

## Galleri

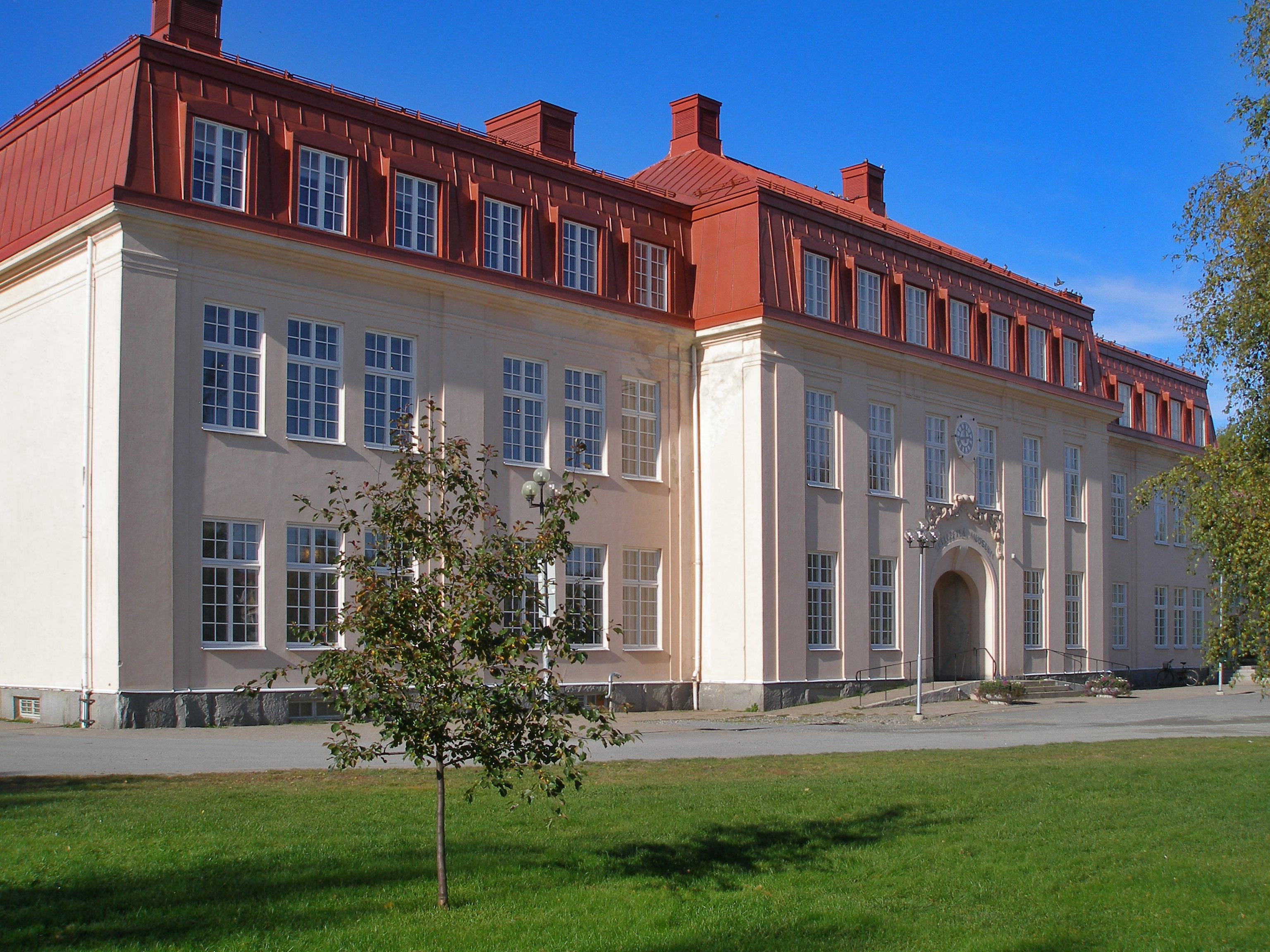
Skellefteå museum är en del av Nordanå kulturcentrum

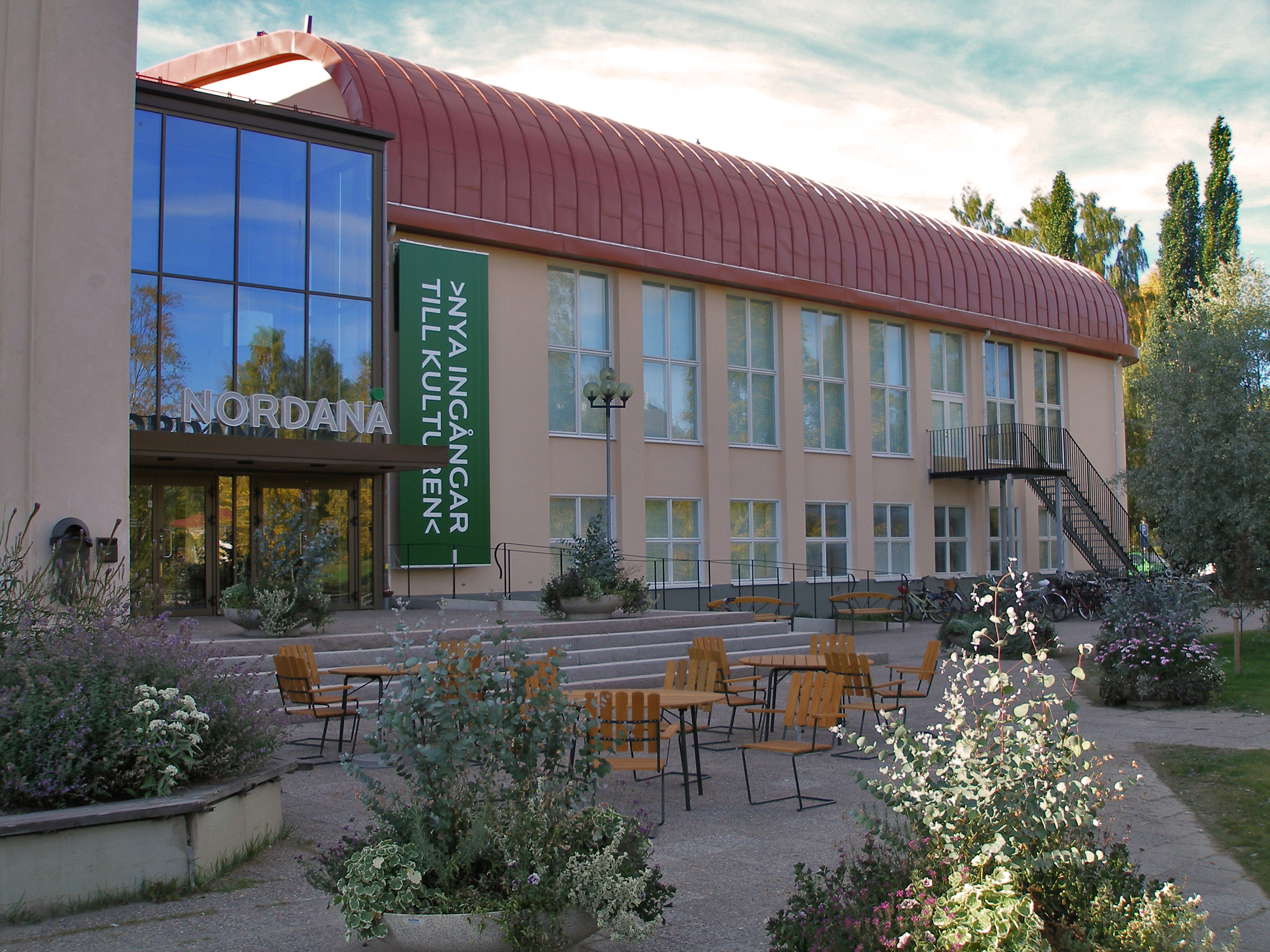
Nordanåteatern, vilken bland annat används för Skellefteå Riksteaterförenings föreställningar.

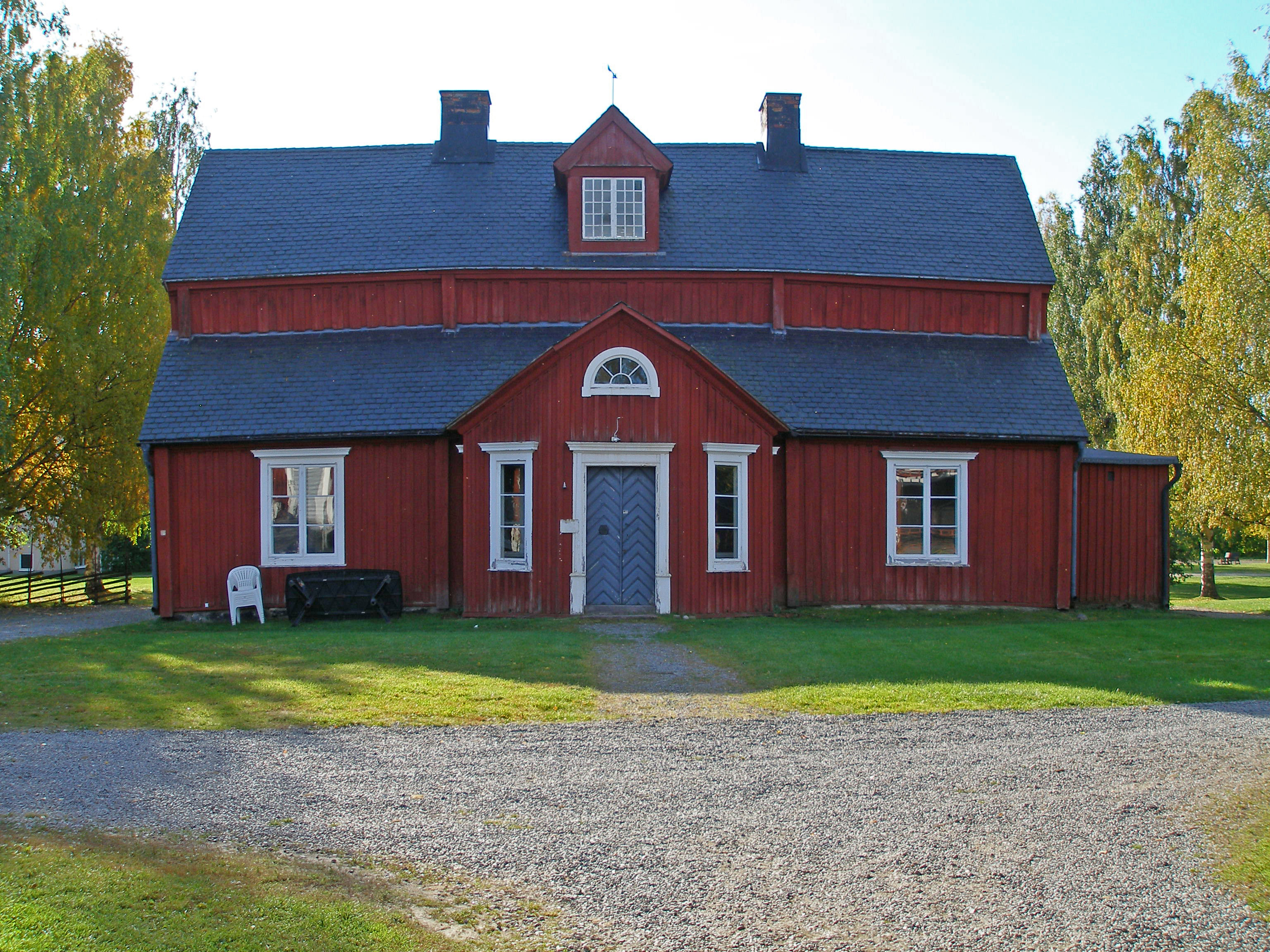
Majorsbostället Nyborg uppfördes 1764

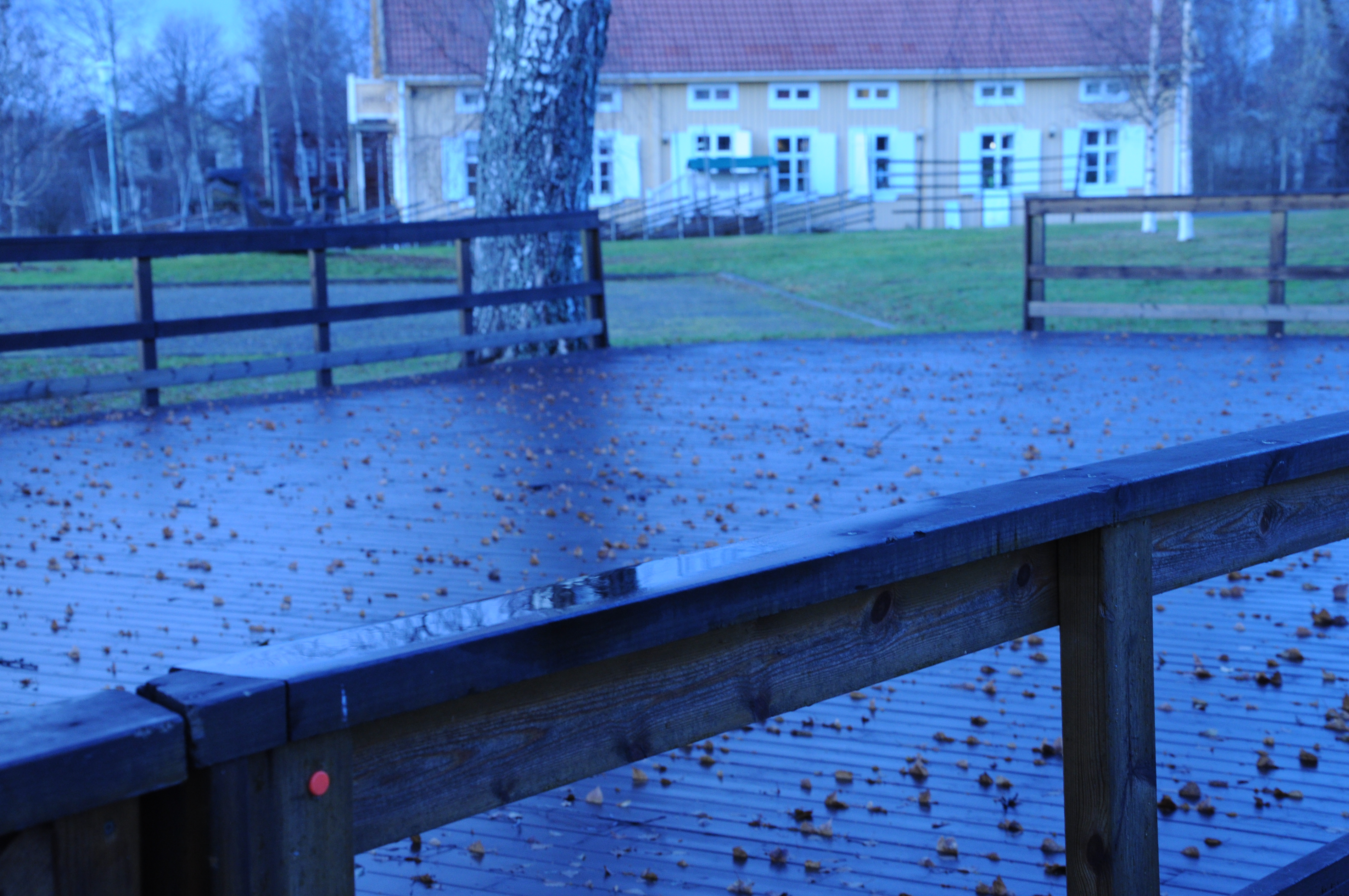
Fuktig utomhusscen i november

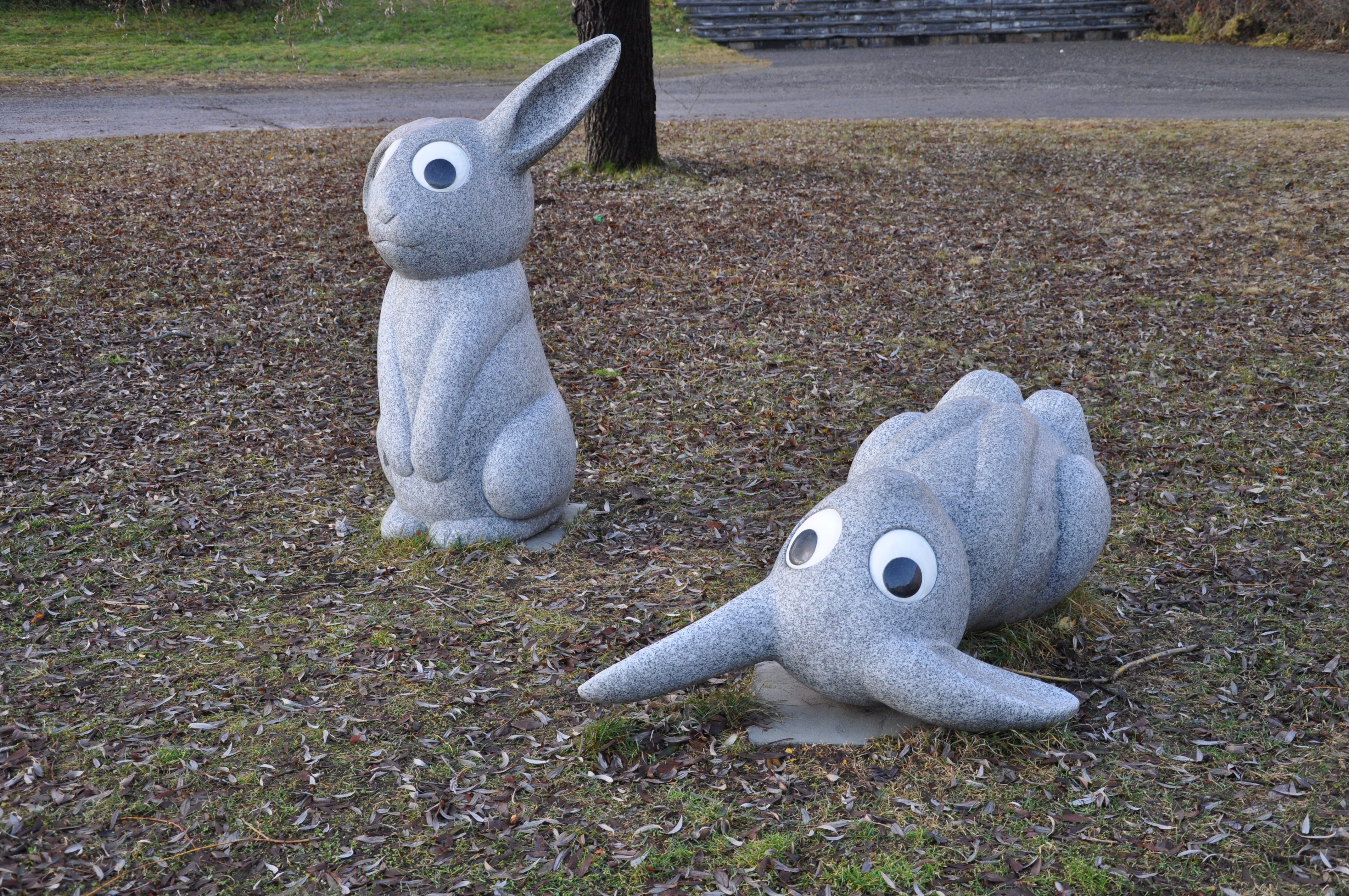
Skulpturgruppen ”Rabbit tales – a study in unhuman sexual expectations” av Marianne Lindberg De Geer

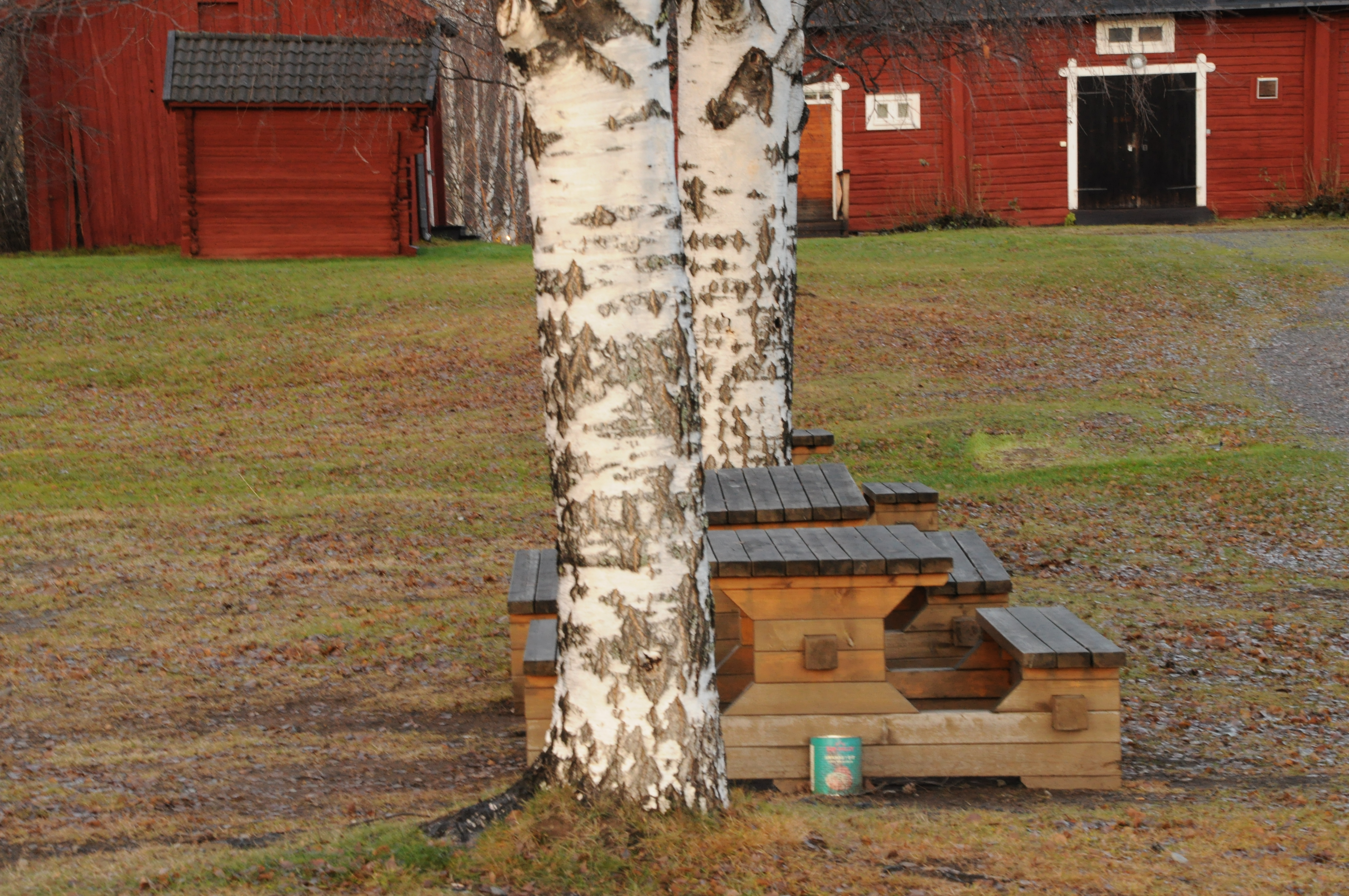
Träbänk, björkar och röda stugor i november